# Edvard Kocbek
Edvard Kocbek (pronúnciaⓘ) (27 de setembro de 1904 - 3 de novembro de 1981) foi um poeta, escritor, ensaísta, tradutor e partisan esloveno, membro da Frente de Libertação da Nação Eslovena. Ele é considerado um dos melhores autores de sua língua e um dos melhores poetas eslovenos depois de Prešeren.  Seu papel político durante e após a Segunda Guerra Mundial fez dele uma das figuras mais controversas da Eslovênia no século XX.

## Biografia

### Infância
Kocbek nasceu na aldeia de Sveti Jurij ob Ščavnici no Ducado da Estíria, então parte do Império Austro-Húngaro, agora na Eslovênia. Seu pai, Valentin Kocbek, era originalmente das colinas eslovenas (em esloveno:  Slovenske gorice),  enquanto sua mãe Matilda, nascida Plohl, era da aldeia vizinha de Sveti Tomaž nas colinas de Prlekija. O casal mudou-se para Sveti Jurij, onde Valentin Kocbek trabalhava como organista na igreja católica romana local.  Edvard foi o segundo de quatro filhos. 
Ele frequentou a escola secundária de língua alemã em Maribor, onde testemunhou com entusiasmo a tomada da cidade pelos voluntários eslovenos liderados pelo general Rudolf Maister.  Mais tarde, ele mudou para a escola secundária de língua eslovena em Ptuj.  Durante sua estada em Ptuj, ele fez amizade com o editor e padre Stanko Cajnkar e o dramaturgo Ivan Mrak.  Seu professor de língua eslovena foi Anton Sovre, o mais proeminente filólogo clássico e tradutor do grego na Eslovênia entre as duas guerras mundiais.  Sovre foi o primeiro a descobrir o talento literário de Kocbek e incentivá-lo a escrever e a participar do círculo dramático. Ele também desenvolveu uma paixão precoce pela língua e cultura francesa.  No mesmo período, passou a atuar no clube atlético católico Orel. 

### Ativismo

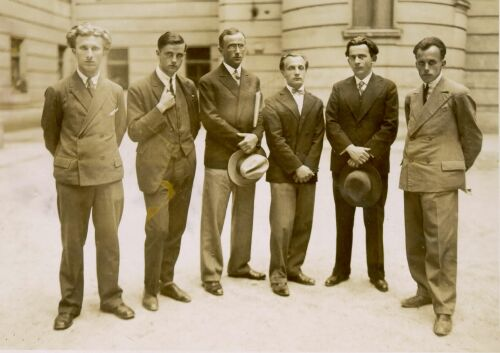
Kocbek (à esquerda) com um grupo de jovens escritores eslovenos em Ljubljana, 1925. Da esquerda para a direita: Edvard Kocbek, Bogomil Hrovat, Slavko Grum, Anton Ocvirk, Josip Vidmar, Vladimir Bartol

Depois de se formar no ensino médio em Ptuj, ele se matriculou no ginásio em Maribor; ele foi a primeira geração de alunos que fez seus cursos inteiramente em esloveno (antes disso, os cursos ainda eram parcialmente ministrados em alemão).  Durante seus anos de colégio em Maribor, ele se juntou a um grupo de jovens socialistas cristãos que queriam continuar o legado do ativista político e pensador socialista cristão esloveno Janez Evangelist Krek e do autor social-democrata Ivan Cankar. Este jovem movimento católico foi inspirado pelo teólogo e filósofo católico alemão Romano Guardini.  Procuravam uma liturgia e uma religiosidade mais autênticas, que se fundamentassem na relação pessoal do crente com Deus; eles rejeitaram o clericalismo, o conservadorismo social e o capitalismo, e exigiram o desenvolvimento de uma nova ordem social, baseada em um indivíduo eticamente renovado.  O grupo acabou se tornando conhecido como os "Cruzados" (em esloveno:  križarji), a partir da revista Križ na gori ("Cruz na Montanha"), editada pelo poeta Anton Vodnik, que se tornou um dos líderes espirituais do grupo. 
Em 1925, Kocbek se formou no ginásio de Maribor e fez uma longa excursão pela Itália junto com seu amigo Pino Mlakar.  Ao voltar, decidiu inscrever-se no seminário sacerdotal de Maribor; ele, entretanto, desistiu depois de dois anos e se matriculou na Universidade de Ljubljana, onde estudou língua e literatura francesa. 
Em 1928, ele se tornou o editor-chefe da revista Križ na Gori, que mudou seu nome para Križ (Cruz). Ele permaneceu ativo no movimento da juventude católica. Nessa época, ele também publicou seus primeiros poemas na proeminente revista cultural católica Dom in svet. 
Entre 1928 e 1929, permanece um ano em Berlim, onde frequenta os cursos de Romano Guardini na Universidade Humboldt. Lá, ele também estabeleceu contatos com a subcultura esquerdista local, especialmente marxista. 
Ao retornar à Iugoslávia e terminar seus estudos, lecionou em escolas primárias em Bjelovar na Croácia.
Em 1931, recebeu uma bolsa para estudar em Lyon. Ele também visitou Paris, onde se encontrou com o pensador francês Emmanuel Mounier que o apresentou à filosofia personalista. Pelo resto da vida, Kocbek manteria contatos com o círculo em torno da revista francesa Esprit, com a qual sentia a maior afinidade intelectual. Ao longo de sua vida, Kocbek manteve contatos com vários pensadores da esquerda cristã francesa, principalmente com o escritor Jean-Marie Domenach.
Após seu retorno à Iugoslávia em 1932, foi transferido de Bjelovar para Varaždin, também na Croácia. Ele, entretanto, manteve contatos estreitos com os círculos intelectuais eslovenos. Em 1935, publicou sua primeira coletânea de poemas, Zemlja (Terra), um hino e uma homenagem modernista à quietude da vida rural. No mesmo ano, ele se casou com uma croata de Varaždin, Zdravka Koprivnjak. 
Em 1936, ele voltou para a Eslovênia, onde foi contratado como professor de língua francesa na Bežigrad Grammar School.

### Resistência antifascista

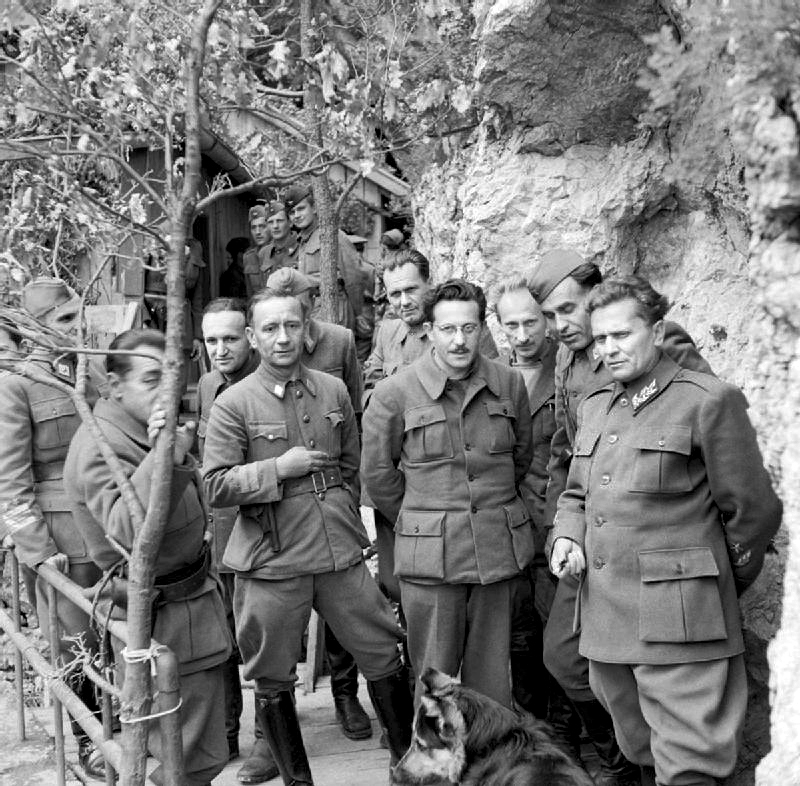
Kocbek (terceiro da direita, atrás) com Marshall Tito (primeiro da direita) e um grupo de líderes da resistência comunista iugoslava na caverna de Drvar, na Bósnia, em 1944.

Em 1937, Kocbek escreveu um artigo chamado "Reflexões sobre a Espanha" (Premišljevanje o Španiji), no qual atacava o clero espanhol que apoiava as forças pró-fascistas do general Francisco Franco na Guerra Civil Espanhola. O artigo, publicado na revista católica liberal Dom in svet, causou escândalo entre os católicos eslovenos,  que atingiu seu auge com a condenação das posições de Kocbek pelo bispo de Ljubljana, Gregorij Rožman. Como consequência, Kocbek tornou-se a figura de referência da esquerda cristã na Eslovênia.
Em 1938, Kocbek fundou um novo jornal, Dejanje (A Ação), que logo emergiu como um dos jornais mais influentes da Eslovênia.  Jovens poetas como Ivan Hribovšek reuniram-se em torno de Kocbek e publicaram seus trabalhos em Dejanje. 
Entre 1937 e 1941, Kocbek manteve uma posição ambígua em relação ao comunismo: por um lado, ele rejeitou o " totalitarismo de esquerda e de direita",  por outro manteve contatos com comunistas eslovenos e intelectuais liberais de esquerda em torno dos jornais Sodobnost e Ljubljanski zvon, na tentativa de estabelecer uma frente popular contra a ameaça fascista.
Pouco depois da invasão do Eixo na Iugoslávia em abril de 1941, Kocbek estava entre os fundadores da Frente de Libertação da Nação Eslovena como membro de seu grupo socialista cristão.
Depois de vários meses na clandestinidade durante a ocupação italiana, Kocbek juntou-se aos guerrilheiros eslovenos, onde em 1943 foi forçado a concordar em dissolver o grupo socialista cristão dentro da Frente de Libertação e reconheceu a absoluta primazia do Partido Comunista da Eslovênia dentro dos guerrilheiros.
Pouco antes do fim da Segunda Guerra Mundial, ele foi nomeado Ministro da Eslovênia no governo interino da Iugoslávia liderado por Josip Broz Tito. Após o fim da guerra, ele continuou recebendo várias outras funções dentro do novo regime comunista, todas elas sem nenhum poder real.

### Remoção da vida pública
Em 1951, Kocbek publicou um volume de contos, intitulado "Medo e Coragem" (Strah in pogum), no qual tocou na questão dos dilemas morais na luta partidária durante a Segunda Guerra Mundial. O regime comunista usou o livro como pretexto para lançar um ataque massivo de propaganda à sua pessoa, obrigando-o a retirar-se totalmente para a vida privada em 1952, colocando-o sob vigilância até ao fim da vida. Na década seguinte, ele não teve permissão para aparecer em público, muito menos publicar seus livros ou ensaios. Durante esse tempo, ele ganhava a vida traduzindo. Entre outros, traduziu obras de Balzac, Guy de Maupassant, Antoine de Saint-Exupéry e Max Frisch.
Nos anos de isolamento, Kocbek voltou-se quase exclusivamente para a poesia, onde explorou questões filosóficas e éticas em estilo modernista. Depois de 1964, Kocbek teve mais algumas aparições públicas, e muitos de seus poemas foram publicados pela primeira vez depois de 1952. Sua poesia modernista posterior tornou-se uma importante fonte de inspiração para as jovens gerações de autores eslovenos, incluindo figuras importantes como Dominik Smole, Jože Snoj, Tomaž Šalamun, Marjan Rožanc e muitos outros.

### O escândalo Zaliv
Após o escândalo Zaliv de 1975, o regime comunista lançou outra campanha massiva de difamação contra ele. A pressão internacional sobre a Iugoslávia, especialmente a intervenção do escritor alemão Heinrich Böll, foi provavelmente o principal elemento que protegeu Kocbek de processos judiciais.  Ele morreu em Ljubljana em 1981 e foi enterrado no cemitério de Žale.

### Perseguição
Após sua remoção da vida pública em 1952, Kocbek estava sob vigilância constante da Polícia Secreta Iugoslava, a UDBA. Seu arquivo pessoal (sob o número 584), escrito de 1944 a 1981, tem 4.268 páginas de relatórios. Sessenta e nove oficiais da polícia secreta seguiram Kocbek entre 1952 e 1981.  Muitos amigos íntimos de Kocbek foram contratados pela polícia para espioná-lo: a maioria dos relatórios foi escrita pelo ensaísta Jože Javoršek. 
Em 1976, dois de seus amigos mais próximos, Viktor Blažič e Franc Miklavčič, foram presos e levados a julgamento por pertencerem ao "círculo secreto de Kocbek". O próprio Kocbek, porém, nunca foi preso, embora tenha sido interrogado várias vezes pela polícia secreta. Vários de seus arquivos pessoais foram roubados e nunca foram recuperados, e seu apartamento estava grampeado. Em meados da década de 1970, durante a reforma de seu apartamento, o filho de Kocbek, Jurij Kocbek, descobriu um microfone escondido na parede. Kocbek escreveu um famoso poema para a ocasião, intitulado A Microphone in the Wall ( Mikrofon v zidu), no qual poeticamente justapôs a tecnologia à atividade humana.

### Vida pessoal
Kocbek era casado e tinha três filhos. Sua filha Lučka morreu em 1973 aos 34 anos devido a uma hemorragia cerebral.  Seu filho mais velho, Matjaž Kocbek (1946–2013), tornou-se um renomado poeta e teórico da arte, e seu filho mais novo, Jurij Kocbek (1949–2009), foi fotógrafo e designer gráfico.
Além do esloveno, Kocbek era fluente em alemão, francês e servo-croata e sabia latim e grego antigo.

## Legado
Nos anos 1980, e especialmente nos anos 1990, a obra literária de Kocbek tornou-se altamente elogiada e seu papel como escritor foi reavaliado positivamente. Em 1998, uma rua no distrito de Bežigrad em Ljubljana recebeu seu nome.  Uma rua em Celje também recebeu seu nome. 
Em 2004, o centenário do nascimento de Kocbek foi comemorado com muitos eventos, culminando em uma celebração oficial de estado com o primeiro-ministro esloveno Anton Rop como orador principal.  Uma estátua sentada do poeta foi inaugurada cerimonialmente nas imediações do Tivoli Pond no Tivoli Park em Ljubljana.  É uma estátua de bronze do escultor Boštjan Drinovec. 

## Obras

### Poesia
- Zemlja ("Terra". Ljubljana: Nova založba, 1934).
- Groza ("Terror". Ljubljana: Slovenska matica, 1963).
- Poročilo: pesmi ("Relatório: Poemas"; Maribor: Založba Obzorja, 1969).
- Žerjavica ("brasas". Trieste: Založništvo tržaškega tiska, 1974).
- Zbrane pesmi ("Poemas Colecionados". Ljubljana: Cankarjeva zalozba, 1977).

### Prosa
- Strah in pogum: štiri novele ("Medo e Coragem: Quatro Contos". Ljubljana: Državna založba Slovenije, 1951).

### Ensaios e diários
- Tovarišija: dnevniški zapiski od 17. maja 1942 do 1. maja 1943 ("A camaradagem: registros do diário de 17 de maio de 1942 a 1º de maio de 1943". Ljubljana: Državna založba Slovenije, 1949).
- Slovensko poslanstvo: dnevnik s poti v Jajce 1943 ("A Missão Eslovena: Diário da Viagem a Jajce, 1943". Celje: Mohorjeva družba, 1964).
- Listina: dnevniški zapiski od 3. maja do 2. decembra 1943 ("O Documento: Registros Diários de 3 de maio a 2 de dezembro de 1943." Ljubljana: Slovenska matica, 1967).
- Eros in seksus ( "Eros e Sexualidade". Ljubljana: Naše tromostovje, 1970), com prefácio de Franc Rode.
- Svoboda in nujnost: pričevanja ("Liberdade e Necessidade: Testemunhos". Celje: Mohorjeva družba, 1974), com prefácio de France Vodnik.
- Krogi navznoter ("Dentro dos Círculos". Ljubljana: Slovenska matica, 1977).
- Pred viharjem ("Antes da Tempestade". Ljubljana: Slovenska matica, 1980), com prefácio de Janez Gradišnik .
- Sodobni misleci ( "Pensadores Contemporâneos". Ljubljana: Slovenska matica, 1981), com prefácio de Janez Gradišnik.

### Traduções para inglês
- The Lipizzaners (poetry) (Ljubljana: Association of Slovene Writers, 1989).
- Na vratih zvečer = At the Door at Evening (poetry) (Dorion, Quebec & Ljubljana: The Muses' Co., Aleph, 1990).
- Embers in the house of night: selected poems of Edvard Kocbek (Santa Fe, New Mexico: Lumen, 1999).
- Nothing Is Lost: Selected Poems (Princeton, Oxford: Princeton University Press, 2004).